# Liste der Monuments historiques in Saint-Jans-Cappel
Die Liste der Monuments historiques in Saint-Jans-Cappel führt die Monuments historiques in der französischen Gemeinde Saint-Jans-Cappel auf.

## Liste der Objekte
| Bezeichnung                                 | Beschreibung                             | Standort                              | Kennzeichnung | Schutzstatus | Datum | Bild |
| ------------------------------------------- | ---------------------------------------- | ------------------------------------- | ------------- | ------------ | ----- | ---- |
| Taufbecken                                  | Stein, 17. Jahrhundert                   | in der Kirche St-Jean-Baptiste (Lage) | PM59006344    | Inscrit      | 1987  |      |
| Skulptur des Johannes des Täufers           | Holz, polychrom gefasst, 17. Jahrhundert | in der Kirche St-Jean-Baptiste (Lage) | PM59006345    | Inscrit      | 1987  |      |
| Bodenfliesen im ehemaligen Bauernhof Capoen | Keramik, 16. Jahrhundert                 |                                       | PM59006766    | Inscrit      | 1998  |      |